# Sinosciapus yunlonganus
Sinosciapus yunlonganus är en tvåvingeart som beskrevs av Yang och Saigusa 2001. Sinosciapus yunlonganus ingår i släktet Sinosciapus och familjen styltflugor.
Artens utbredningsområde är Yunnan (Kina). Inga underarter finns listade i Catalogue of Life.